# Камбий
Ка́мбий (от лат. cambium — обмен, смена) — образовательная ткань в стеблях и корнях преимущественно двудольных и голосеменных растений, дающая начало вторичным проводящим тканям и обеспечивающая их прирост в толщину. Сезонные изменения активности камбия обуславливают образование годичных колец древесины. Из клеток прокамбия или веретеновидных клеток камбия возникает камбиформ.
Синонимы: Древесный камбий, Основной камбий, Двусторонний камбий.

## Возникновение
Камбий представляет собой образовательный слой деятельных клеток, залегающий на границе между древесиной и лубом. Камбий происходит из прокамбия — родоначальной ткани сосудистых пучков, в свою очередь возникающей из клеток первичной образовательной ткани, первоткани, или иначе первичной меристемы. Сначала полоса камбия имеется только в сосудистых пучках (пучках открытых — они одни только имеют камбий). Это — камбий пучковый. Затем образуются прослойки камбия между пучками, в сердцевинных лучах (камбий межпучковый, или лучевой). Прослойки эти соединяют камбиальные полосы пучков друг с другом. Таким образом получается целое сплошное камбиальное кольцо, идущее параллельно окружности. Камбий межпучковый образует новые сосудистые пучки в промежутках между старыми, или же все кольцо однообразно функционирует, порождая ежегодно новые массы древесины и луба. В морозные зимы деятельность камбия  полностью прекращается, а с нею и прирост дерева в толщину.

## Строение и свойства камбиальных клеток

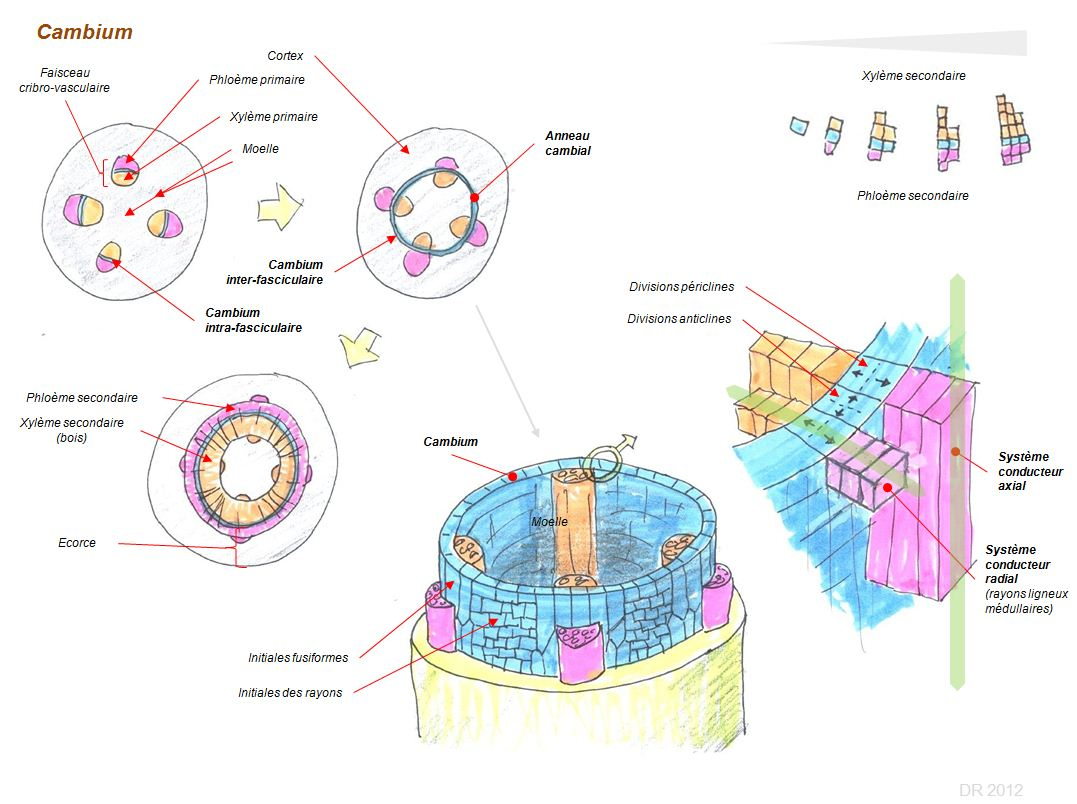
Схема функционирования клеток камбия

Камбиальные клетки обыкновенно вытянуты по длине, имеют вид прямоугольных 4-гранных призм с радиальным поперечником меньшим, нежели тангентальный, и с концами, скошенными наподобие одно- или двускатной крыши. Внутри клетки находится густозернистая плазма и явственное веретенообразное ядро, вытянутое по направлению продольной оси клетки; иногда также хлорофилл, а зимою мелкие крупины крахмала. Оболочка клеток неодеревеневшая, нежная и тонкая, только на зиму утолщающая свои радиальные стенки. Клетки с только что описанными свойствами образуют несколько концентрических слоёв, прилегающих друг к другу. За настоящий камбий принимают, однако, только один из этих слоёв, остальные считают самыми молодыми древесиной и лубом. Таким образом, в каждом радиальном ряду клеток находится только одна настоящая камбиальная клетка, это так называемая инициальная клетка. Она делится продольно пополам тангентальной перегородкой на две клетки, из которых одна сохраняет свойства произведшей её (материнской) клетки и прежде всего способность снова делиться — она становится новой инициальной клеткой, другая клетка делится ещё раз (опять в тангентальной плоскости), превращаясь в пару клеток «постоянных», притом — лубяных, если они лежат кнаружи от инициальной клетки, древесинных, если — внутри. Результатом повторных делений инициальной клетки является правильный радиальный ряд клеток древесины и луба. Клетки древесины отлагаются по направлению к центру стебля, клетки луба — к периферии. В древесине и в лубе наиболее молодые части лежат всего ближе к камбию; стало быть, у древесины самая молодая часть наружная, а у луба наоборот — внутренняя. Расширение самого камбиального кольца происходит благодаря делению клеток камбия радиальными перегородками.